# Sendai (lớp tàu tuần dương)
Lớp tàu tuần dương Sendai (tiếng Nhật: 川内型軽巡洋艦, Sendai-gata keijunyōkan) là một lớp tàu tuần dương hạng nhẹ bao gồm ba chiếc của Hải quân Đế quốc Nhật Bản từng tham gia hoạt động trong Chiến tranh Thế giới thứ hai. Được đặt tên theo các con sông, chúng tham gia nhiều hoạt động khác nhau trong cuộc Chiến tranh Thái Bình Dương, và được sử dụng chủ yếu như là soái hạm của hải đội tàu khu trục. Tất cả chúng đều bị đánh chìm trong cuộc chiến này

## Thiết kế
Lớp tàu tuần dương hạng nhẹ Sendai là một sự phát triển từ lớp Nagara. Các nồi hơi của chúng được bố trí tốt hơn, và chúng có bốn thay vì ba ống khói. Mỗi chiếc còn được thiết kế với một bệ cất cánh và hầm chứa máy bay, nhưng không thực sự mang theo máy bay cho đến khi được trang bị máy phóng vào năm 1929.

## Chế tạo
Tám chiếc thuộc lớp Sendai đã được lên kế hoạch chế tạo, nhưng sau khi các hạn chế của Hiệp ước Hải quân Washington năm 1922 bắt đầu có hiệu lực, chỉ có bốn chiếc được đặt lườn, và Kako bị tháo dỡ ngay trên ụ đóng tàu. Ba chiếc trong lớp Sendai được hoàn tất trong những năm giữa của Thập niên 1920, trong đó lườn của chiếc Naka bị cháy trong trận động đất Kantō năm 1923, nên được tháo dỡ và đặt lườn lại vào ngày 24 tháng 5 năm 1924. Cả ba chiếc trong lớp đều bị đánh chìm trong Thế Chiến II.

## Những chiếc trong lớp
| Tàu                                              | Đặt lườn            | Hạ thủy              | Hoạt động            | Số phận |
| Sendai (川内)                                    | 16 tháng 2 năm 1922 | 30 tháng 10 năm 1923 | 29 tháng 4 năm 1924  | Bị đánh chìm trong Trận chiến vịnh Nữ hoàng Augusta ngày 2 tháng 11 năm 1943                                             |
| Jintsū (神通)                                    | 4 tháng 8 năm 1922  | 8 tháng 12 năm 1923  | 31 tháng 7 năm 1925  | Bị đánh chìm trong Trận Kolombangara ngày 13 tháng 7 năm 1943                                                            |
| Naka (那珂)                                      | 10 tháng 6 năm 1922 | 24 tháng 3 năm 1925  | 30 tháng 11 năm 1925 | Bị đánh chìm trong Chiến dịch Hailstone ngày 17 tháng 2 năm 1944                                                         |
| Kako (加古)                                      | 15 tháng 2 năm 1922 |                      |                      | Bị hủy bỏ ngày 17 tháng 3 năm 1922 và tháo dỡ theo Hiệp ước Hải quân Washington. Kinh phí được sử dụng cho lớp Furutaka. |
| Ayase (綾瀬)                                     |                     |                      |                      | Hủy bỏ vào tháng 3 năm 1922. Kinh phí được sử dụng cho lớp Furutaka.                                                     |
| Minase (水無瀬) Otonase (音無瀬) và 1 chiếc khác |                     |                      |                      | Bị hủy bỏ theo Hiệp ước Hải quân Washington                                                                              |